# Semnornis
Semnornis là một chi chim trong họ Semnornithidae. Chúng là chi duy nhất trong họ Semnornithidae.

## Các loài
- Semnornis frantzii
- Semnornis ramphastinus